# Stylopoma viride
Stylopoma viride is een mosdiertjessoort uit de familie van de Schizoporellidae. De wetenschappelijke naam van de soort is voor het eerst geldig gepubliceerd in 1905 door Thornely.